# Розов, Михаил Александрович
Михаи́л Алекса́ндрович Ро́зов (13 мая 1930, Смоленск — 29 января 2011, Москва) — советский и российский философ, гносеолог и методолог, доктор философских наук, профессор.

## Биография
Окончил среднюю школу в Смоленске. В 1950 году поступил на философский факультет Ленинградского государственного университета им. А. А. Жданова, который окончил в 1955 году. Окончил аспирантуру по кафедре логики философского факультета ЛГУ в 1958 году.
В 1958—1962 годах работал ассистентом кафедры философии Сибирского Отделения АН СССР в новосибирском Академгородке. В 1962—1967 годах — младший научный сотрудник Института автоматики и электрометрии СО АН СССР. В 1967—1970 годах — старший научный сотрудник, заведующий сектором методологии и методики социологических исследований Института экономики и организации промышленного производства СО АН СССР. В 1970—1981 годах — доцент кафедры философии Новосибирского государственного университета. В 1981 году переехал в Москву.
Работал на кафедре философии естественных факультетов Московского государственного университета с 1981 года в качестве доцента, старшего научного сотрудника; в 1987—1989 годах — заведующий той же кафедрой.
С 2011 года — старший научный сотрудник, ведущий научный сотрудник в Институте философии РАН. Читал курсы лекций в различных вузах Москвы: РГГУ, ГУ-ВШЭ, Институте философии, теологии и истории св. Фомы (ИФТИ).
Кандидатская диссертация — «Научная абстракция и её виды» (1965), докторская диссертация — «Научное знание и механизмы социальной памяти» (1990).
Профессор по специальности 09.00.01 — онтология и теория познания (звание присвоено ВАК 21.03.1997). Автор более 180 научных публикаций.
Жил в Москве по адресу: 2-я Песчаная ул., д. 3, кв. 10. Согласно его воле, прах развеян в окрестностях деревни Катынь Смоленской области, где М. А. Розов провел детство и встретил начало Великой Отечественной войны.
Научные интересы связаны прежде всего с проблемами эпистемологии и философии науки, охватывая в целом более широкий круг проблем, касающихся теоретических и методологических основ гуманитарного и социального познания вообще. Под воздействием практики и идей Московского методологического кружка организовал в Новосибирском Академгородке Семинар по эпистемологии и философии науки, который интенсивно работал с 1963 года по 1980 год
В 1967 году М. А. Розов выступил организатором в Академгородке симпозиума «Проблемы исследования структуры науки» с участием Г. П. Щедровицкого и членов ММК, который сыграл важную роль в развитии методологического движения.
В трудах М. А. Розова исследовались способы бытия семиотических объектов, включая объекты математики, механизмы новаций в развитии науки, методологические проблемы анализа систем с рефлексией, к числу которых относится и наука, применение боровского принципа дополнительности в гуманитарном познании, в частности в историко-научных исследованиях, введены представления о рефлексивной симметрии в развитии научных дисциплин и др. Все эти проблемы он стремился рассмотреть с единой точки зрения, в рамках развитой им теории социальных эстафет.
Жена — Сталина Сергеевна Розова (1932—2015).

## Основные работы
- Розов М. А. Научная абстракция и её виды. Новосибирск, 1965.
- Розов М. А. Проблемы эмпирического анализа научных знаний. Новосибирск, 1977.
- Розов М. А. Пути научных открытий // Вопросы философии. 1981. № 8.
- Розов М. А. Знание и механизмы социальной памяти // На пути к теории научного знания. М., 1984.
- Розов М. А. Методологические особенности гуманитарного познания // Проблемы гуманитарного познания. Новосибирск, 1986.
- Розов М. А.К методологии анализа рефлектирующих систем // Проблемы рефлексии. Новосибирск, 1987.
- Розов М. А. Понятие исследовательской программы // Исследовательские программы в современной науке. Новосибирск, 1987.
- Розов М. А. Принцип дополнительности в гуманитарных науках // Н. Бор и наука XX века. Киев, 1988.
- Розов М. А. Процессы и механизмы интеграции в развитии науки // Интегративные процессы в современном мире и социальный прогресс. М., 1989.
- Розов М. А. The mode of existence of mathematical object // Philosophia Mathematica. Second series. Vol. 4(1989), № 2.
- Розов М. А. Прошлое как ценность // Путь. 1992. № 1.
- Розов М. А. Презентизм и антикваризм — две картины истории // Вопросы истории естествознания и техники. 1994. № 3.
- Розов М. А. Явление дополнительности в гуманитарных науках // Теория познания. Т. 4. Познание социальной реальности. М., 1995.
- Розов М. А. Явление рефлексивной симметрии при анализе деятельности // Теория познания. Т. 4. Познание социальной реальности. М., 1995.
- Розов М. А. Классификация и теория как системы знания // На пути к теории классификации. Новосибирск. 1995.
- Степин В. С., Горохов В. Г., Розов М. А. Философия науки и техники. М., 1996.
- Кузнецова Н. И., Розов М. А. История науки на распутье. // Вопросы истории естествознания и техники. 1996. № 1.
- Розов М. А. Рефлектирующие системы, ценности и цели // Идеал, утопия и критическая рефлексия. М., 1996.
- Розов М. А. Теория социальных эстафет и проблемы анализа знания // Теория социальных эстафет. История, идеи, перспективы. Новосибирск, 1997.
- Розов М. А. Знание как объект исследования. Воспоминания о работе новосибирского семинара (1963—1980) // Вопросы философии. 1998. № 1.
- Розов М. А. О судьбах эпистемологии и философии науки // Философия, наука, цивилизация. М., 1999.
- Розов М. А. О границах рациональности // Рациональность на перепутье. Книга I. M. 1999.
- Розов М. А. Наука и литература: два мира или один? Опыт эпистемологических сопоставлений // Альтернативные миры знания. СПб., 2000.
- Розов М. А. О соотношении естественнонаучного и гуманитарного познания (проблема методологического изоморфизма) // Науковедение. № 4. 2000.